# Шипков
Шипков — село в окрузі Бановці-над-Бебравою Банськобистрицького краю Словаччини.
Станом на грудень 2024 року в селі проживало 144 людей.
Поруч протікає річка Бебрава.

## Населення
| Рік:            | 1994. | 2004.    | 2014.   | 2024.   |
| --------------- | ----- | -------- | ------- | ------- |
| Кількість осіб: | 192   | 150      | 143     | 144     |
| Різниця:        |       | -21,87 % | -4,66 % | +0,69 % |

| Рік:            | 2023. | 2024.   |
| --------------- | ----- | ------- |
| Кількість осіб: | 148   | 144     |
| Різниця:        |       | -2,70 % |